# 月本ナシオ
月本 ナシオ（つきもと なしお、2月1日 - ）は、日本の小説家。血液型はAB型。
第3回角川ビーンズ小説大賞にて「花に降る千の翼」で優秀賞受賞。

## 作品

### オリジナル
- 「花に降る千の翼」シリーズ  （イラスト：増田メグミ / ビーンズ文庫）：全8巻

1. 花に降る千の翼
2. 花に降る千の翼 碧翠の剣
3. 花に降る千の翼 蝶の渡る海
4. 花に降る千の翼 暁色のささやき
5. 花に降る千の翼 祝福の王女
6. 花に降る千の翼 光の戴冠
7. 花に降る千の翼 楽園へのはばたき
8. 花に降る千の翼 水の中の太陽（短編集）

- 「ミリセントと薔薇の約束」シリーズ （イラスト：椋本夏夜 / ビーンズ文庫）：全5巻

1. ミリセントと薔薇の約束 幽霊屋敷の優雅な執事
2. ミリセントと薔薇の約束 社交シーズンは魔法と共に
3. ミリセントと薔薇の約束 休暇旅行は琥珀の調べ
4. ミリセントと薔薇の約束 追憶の花ひらく博覧会
5. ミリセントと薔薇の約束 誓いの言葉は時を越えて

- 「フォーチュン・オブ・ウィッカ」シリーズ （イラスト：薄葉カゲロー / ビーンズ文庫）：全6巻

1. フォーチュン・オブ・ウィッカ タロットは星を導く
2. フォーチュン・オブ・ウィッカ タロットは初恋を告げる
3. フォーチュン・オブ・ウィッカ タロットは夢をいつわる
4. フォーチュン・オブ・ウィッカ タロットは真実をうつす
5. フォーチュン・オブ・ウィッカ タロットは運命をためす
6. フォーチュン・オブ・ウィッカ タロットは愛を結ぶ

- 「あやしの恋」シリーズ （イラスト：サカノ景子 / 一迅社文庫アイリス）:全2巻

1. あやしの恋 螺鈿の君と春雷の怪
2. あやしの恋 約束は花のしとねで

- 「狐と乙女の大正恋日記」（イラスト：Ciel / ビーンズ文庫）：全3巻

1. 狐と乙女の大正恋日記 貴女、憑かれてますよ?
2. 狐と乙女の大正恋日記 貴方、歌劇場に憑いてます?
3. 狐と乙女の大正恋日記 貴女に、永遠に憑いていきます?

- 「呪われ姫のハカリゴト」（イラスト：池上紗京 / ビーズログ文庫）：全2巻

1. 呪われ姫のハカリゴト ～愛しい王子の堕としかた～
2. 呪われ姫のハカリゴト ～正しい愛の誓いかた～

- 妖精姫の花嫁修業 （イラスト：かる / 一迅社文庫アイリス）:全1巻
- 王子様と鉄壁の聖獣医 お迎えは、間違いだらけ!（イラスト：カスカベアキラ / ビーズログ文庫）：全1巻
- 魔物姫の婚活～聖界樹と憂鬱な女神～ （イラスト：増田メグミ / 一迅社文庫アイリス）:全1巻
- 星紋の神聖士官 （イラスト：山田シロ / 一迅社文庫アイリス）:全1巻
- 「冥恋十王帳」（イラスト：氷堂れん / ビーズログ文庫）：全2巻

1. 冥恋十王帳 -あの世の沙汰も恋次第-
2. 冥恋十王帳 -彼岸の彼方も縁次第-

### ノベライズ
- 月光妖怪（イラスト：崎由けぇき・原作：tachi / KCG文庫）:全1巻
- なむあみだ仏っ! 春夏秋冬 四季むすび  (イラスト：風李たゆ・原作：ビジュアルワークス / ビーズログ文庫アリス）:全1巻